# Gustaf Granström
Gustaf Abraham Granström, född 26 december 1851 i Katarina församling i Stockholm, död 17 januari 1941 i Adolf Fredriks församling i Stockholm, var en svensk ingenjör och disponent. Granström var huvudaktör på arbetsgivarsidan vid Norbergsstrejken.

## Biografi
Granström blev elev vid Teknologiska institutet 1871 med avgångsexamen 1872. Han gjorde studieresor i Tyskland och Frankrike 1878. Granström blev gruvingenjör vid Norbergs gruvor 1872 och var disponent vid Norbergs gemensamma gruvförvaltning från 1882 till 1903, vid Lernbo gruvaktiebolag mellan 1891 och 1906. Han var verkställande direktör för Sala gruvaktiebolag från 1894 och till 1914, för Norbergs elektriska aktiebolag från 1897 till 1905, för Aktiebolaget Saxberget 1897 till 1907, för Ölands Cementaktiebolag från 1897 till 1920 och för Svenska Cementförsäljningsaktiebolaget från 1900 till 1920.
Granström var medarbetare i vetenskapliga tidskrifter.

## Norbergsstrejken
Som disponent vid Norbergs gemensamma gruvförvaltning kom Granström att spela en ledande roll på arbetsgivaresidan vid Norbergsstrejken 1891-1892.

## Familj
Gustaf Granström var son till grosshandlaren Gustaf Granström och Sofia Teresia Borgström. Han var gift med Lina van Rijswijk (1851-1916).